# Sliema
Sliema (forma estesa in maltese Tas-Sliema; in italiano originariamente anche Silema) è una città maltese situata sulla costa nord-est dell'isola, pochi chilometri a nord rispetto a La Valletta.
È conosciuta per l'uso predominante dell'inglese, che la distingue da tutte le altre località di Malta. Questo uso si è recentemente distribuito anche alle vicine cittadine di San Giuliano, Attard e Balzan.
Attualmente secondo i dati maltesi (mstat) la popolazione italofona di Sliema è di 10% di italiani su una popolazione di 22491 abitanti (circa 2250 persone)

## Nome
Sliema deve il suo nome ad una cappella dedicata alla Vergine Maria con il titolo di Stella del mare, che funge da segnale e punto di riferimento per i pescatori che vivono nell'area. Il nome potrebbe essere connesso con le prime parole della preghiera Ave Maria, che in Maltese è "Sliem Għalik Marija". Sliem è una parola maltese che significa "pace".

## Storia

### Il periodo dei Cavalieri di Malta
Dai tempi del grande saccheggio di Malta (1565) la Punta del Cortino (il-Qortin), com'era conosciuta, era un accampamento delle truppe dell'Impero ottomano, capeggiate da Dragut che qui venne ucciso dai bombardamenti provenienti dal Forte Sant'Elmo ai lati del porto di Marsamuscetto, dove si trova appunto Sliema. Il Forte Tigné fu costruito dai Cavalieri Ospitalieri alla fine del XVIII secolo e ulteriormente ingrandito dagli inglesi negli anni successivi.

### Il periodo britannico
Nel 1855 una nuova chiesa, denominata Chiesa del SS. Nome di Maria (Stella Maris), fu aperta al culto pubblico. Intorno alla nuova chiesa il piccolo villaggio iniziò a ingrandirsi prendendo le sembianze di città. Al 1878 la popolazione crebbe così tanto che le autorità religiose dichiararono la nuova chiesa una parrocchia a sé stante, separata dalla parrocchia di Sant'Elena di Birchircara.
La città si sviluppò quindi rapidamente verso la fine del XIX secolo diventando popolare come luogo di villeggiatura per la classe benestante della Valletta, che costruirono qui le loro case per le vacanze. Vari edifici in stile vittoriano abbellivano il suo lungomare di tre chilometri che si affacciava su scogli frastagliati, fattorie e qualche spiaggia sabbiosa. Le fattorie vennero man mano abbandonate, una di queste nel 1990 fu riconvertita nel Parco dell'Indipendenza (Gnien l-Indipendenza).
Alcune case vittoriane, così come quelle in stile Art Nouveau, sono ancora esistenti lungo le strade interne; pochissime ne rimangono lungo la costa, poiché vi è stato un significativo sviluppo moderno di alberghi e condomini residenziali di pregio. Un gruppo distintivo di sei case tradizionali con balconi maltesi è rimasto notevolmente intatto presso la Terrazza Belvedere, arretrato rispetto al lungomare (Triq Ix-Xatt). Queste case si affacciano sull'isola Manoel e hanno la protezione del patrimonio; gli edifici inferiori tra loro e Triq Ix-Xatt non possono essere costruiti verso l'alto.
Gli inglesi costruirono una serie di fortificazioni nella penisola di Sliema nel XIX secolo. Queste erano la Sliema Point Battery (1872-76), la Cambridge Battery (1878-86) e la Garden Battery (1889-94). In più il Forte Tigné del secolo precedente continuò a rimanere in uso.
Nel 1881 la prima distilleria di acqua marina dell'isola fu eretta a Sliema per fornire acqua alle caserme del Forte Tigné. Nel 1882 la distilleria fu dismessa e l'edificio, che è ancora oggi esistente lungo la costa, è stato convertito a tipografia. Le antiche baracche che riforniva di acqua furono demolite nel 2001 per far posto al recente sviluppo della zona di Punta Tigné; alcuni elementi architettonici sono stati conservati nell'ambito del centro commerciale.
La città ha un numero considerevole di strade collegate all'era britannica a Malta, come Triq Norfolk, Triq Amery, Triq Windsor, Triq Graham e Triq Milner.
Nel 1941, nel corso dell'assedio dell'isola da parte delle forze dell'Asse durante la Seconda guerra mondiale, la città venne bombardata durante una incursione aerea che causò la morte di 21 persone.

### Post-indipendenza
La località è stata protagonista di un intensivo sviluppo architettonico negli ultimi decenni. Le case vittoriane, che fiancheggiavano Triq it-Torri e Trix Ix-Xatt, sono state quasi tutte sostituite da lussuosi condomini costruiti in stile architettonico moderno con ristoranti, caffè e negozi. Molti di questi vantano splendide viste sul mar Mediterraneo e su La Valletta, ma il loro sviluppo è stato abbastanza controverso. Il lungomare così trasformato alla fine degli anni '90 è diventato un luogo estremamente popolare per le passeggiate, in particolare modo nelle calde notti estive. Lo shopping è principalmente centrato in un'area chiamata Ferries, all'incrocio tra Triq it-Torri, Trix Ix-Xatt e Triq Bisazza; e il più recente centro commerciale a Punta Tigné.

## Sport

### Calcio
La squadra principale della città è il Sliema Wanderers, una delle più titolate dell'isola, vincitrice di 26 campionati maltesi (record nazionale, condiviso con il Floriana), 21 Coppe di Malta (record nazionale) e 3 Supercoppe di Malta.

### Pallanuoto
La squadra Sliema Aquatic Sports Club, è la squadra più titolata con 31 campionati estivi (Malta Championship) e 6 invernali (Malta Winter League) vinti nel corso della sua storia.

## Amministrazione

### Gemellaggi
- Białystok, dal 2018[12]